# Čchao-čou
Čchao-čou (čínsky 潮州, pchin-jinem Cháozhōu) je městská prefektura v Čínské lidové republice. Patří do provincie Kuang-tung ve východní Číně.
Má rozlohu 3110 čtverečních kilometrů a žije zde přes dva a půl milionu obyvatel.

## Poloha
Čchao-čou leží ve východní části provincie Kuang-tung, v oblasti Čchao-šan, na severu delty řeky Chan. Na jihu hraničí se Šan-tchou, na jihovýchodě s Jihočínským mořem, na jihozápadě s Ťie-jangem, na severozápadě s Mej-čou a na východě s provincií Fu-ťien.

## Administrativní členění
Městská prefektura Čchao-čou se člení na tři celky okresní úrovně, a sice dva městské obvody a jeden okres.
| městský obvod · Siang-čchiao městský obvod · Čchao-an okres · Žao-pching |        |                       |                    |                                  |
| Název                                                                    | Název  | Počet obyvatel (2020) | Rozloha km² (2020) | Hustota zalidnění (obyv. na km²) |
| český přepis                                                             | znaky  | Počet obyvatel (2020) | Rozloha km² (2020) | Hustota zalidnění (obyv. na km²) |
| Městské obvody                                                           |        |                       |                    |                                  |
| Siang-čchiao                                                             | 湘桥区 | 575 795               | 330                | 1 744                            |
| Čchao-an                                                                 | 潮安区 | 1 175 150             | 1 084              | 1 084                            |
| Okres                                                                    |        |                       |                    |                                  |
| Žao-pching                                                               | 饶平县 | 817 442               | 1 732              | 472                              |
|                                                                          |        |                       |                    |                                  |
| Celkem                                                                   | Celkem | 2 568 387             | 3 146              | 816                              |

## Partnerská města
- 13. pařížský obvod, Francie (15. květen 2009)

- Bangkok, Thajsko (25. listopad 2005)
- Monterey Park, Kalifornie, Spojené státy americké (31. červenec 2012)
- San Francisco, Kalifornie, Spojené státy americké (22. listopad 2013)
- Sia-men, Čína (24. červenec 2013)